# Amougies
Amougies (en néerlandais non officiel Amengijs) est une section de la commune belge du Mont-de-l'Enclus, située en Région wallonne dans la province de Hainaut.
C'était une commune à part entière avant la fusion des communes de 1977, qui fut détachée en 1963 de la Flandre-Orientale pour être intégrée au Hainaut. Les 1.073 habitants du village sont appelés Amougicien(ne)s. La densité de population est de 227 habitants au km². Amougies est le centre administratif du Mont-de-l’Enclus.

## Toponymie
Amougies vient d’abord de Amelgijs, ensuite, de Amengijs, et enfin de Amougys.

## Géographie
Les villages limitrophes sont : Russeignies, Orroir et Anserœul (qui eux font également partie de la commune du Mont-de-l’Enclus); et aussi Kluisbergen.

## Évolution démographique
- Sources : INS, Rem. : 1831 jusqu'en 1970 = recensements, 1976 = nombre d'habitants au 31 décembre.

## Histoire

### La police rurale d'Amougies auXIXeet auXXesiècle
Les différents gardes-champêtres d'Amougies ont été les suivants:
le premier garde-champêtre d'Amougies au XIXe siècle a été François Vandewiele. La date du début de sa carrière est inconnue. Il a arrêté de travailler en 1809.
Le second est Joseph Brise. Il a été champêtre de 1809 à 1812. Son successeur est Donat Defruytier, le premier d'une lignée de trois champêtres. Le suivant est son fils Emmanuel Sébastien Defruytier. Il a gardé sa place jusqu'en 1876. En 1876, Antoine Defruytier l'a remplacé. Il est resté champêtre jusqu'en 1946.
Actuellement, Amougies fait partie de la zone de police du val de l'Escaut.

### Le chemin de fer
Le 1er avril 1868, des travaux ont été commencés pour mettre en place une ligne de chemin de fer reliant Courtrai à Renaix, en passant par Amougies. Le 1er juin 1869, on a commencé à utiliser cette ligne.
À partir de 1882, il y avait moyen de rejoindre Tournai en passant par Pecq.
À l'époque, la gare d'Amougies était bien équipée. Elle disposait d'un gardien pour le passage à niveau, un poste de signalisation, etc. À partir d'Amougies, les voyageurs pouvaient rejoindre Tournai, Courtrai, Audenarde, Leuze et Enghien.
La gare ferme ses portes en 1958. Les services voyageurs du chemin de fer ont été remplacés par des lignes de bus.
Le hangar de marchandises a été transformé en buvette pour l'équipe de foot locale.

## Services publics
- Administration communale.
- Police.
- Bibliothèque (centre de lecture).
- Espace public numérique.
- La poste.
- Salle communale des fêtes.

## Patrimoine et culture

### Patrimoine architectural

#### L'église Saint-Bavon
L’église Saint-Bavon d’Amougies n’a qu’une seule nef. La partie occidentale de cette église est romane et date de 1100. En 1966, l’église Saint-Bavon adhère au Diocèse de Tournai. Au cours du XVIe siècle, les habitants d’Amougies ont exhaussé en style gothique la tour carrée qui datait d'environ 1100. On peut observer les fonts baptismaux qui sont surveillés par les statues de sainte Apolline et sainte Marguerite (Sainte Apolline et sainte Marguerite sont implorées pour les maux de dents et les maternités heureuses). On remarque également les confessionnaux et la statue de Saint-Bavon, patron de la paroisse, qui fait partie de la chaire de vérité en 1877.

### Culture

#### Festival d'Amougies
Du 24 au 28 octobre 1969, la commune accueille le Festival Actuel, refusé à Paris, à Tournai puis à Courtrai. Il s'agit du premier grand rassemblement pop et free jazz « français » ; s'y produisent notamment Ten Years After, Yes, Soft Machine, The Nice, Pink Floyd, Frank Zappa et Zoo.

#### Événements
- Assomption : tous les ans a lieu la procession du 15 août en l’honneur de la Vierge Marie. Chaque année, une paroisse du Val de l’Escaut organise la procession, mais elle a toujours lieu dans les rues d’Amougies. Jusqu’en 2011, une messe en plein air avait lieu dans le jardin de la maison de village d’Amougies ; mais des logements sociaux y ont été construits ; c’est pourquoi ces dernières années la messe a été célébrée dans l’église Saint-Bavon.
- Brocante : chaque année a également lieu la brocante organisée par l’Harmonie enclusienne. Les bénéfices des locations des emplacements de cette brocante permettent de donner gratuitement des cours de solfège et de musique.
- Depuis quelques années, un carnaval pour les enfants est organisé ainsi qu’une marche d’Halloween. En été, il y a régulièrement des fêtes des voisins.

## Enseignement

### Histoire de l'école communale
De 1595 à 1603, l’école était sous la direction du sacristain, de 1604 à 1610 elle était dirigée par un vicaire et en 1619 par un pasteur. En 1826, il n’y avait pas encore d’école publique à Amougies. La province voulait bien subsidier une école si les cours étaient donnés en Néerlandais ou en Flamand mais finalement, cet établissement n’a jamais vu le jour. En 1929, une pétition a été écrite pour que l’école soit francophone. En 1939, une école privée a fait son apparition dans la commune et en 1948, l’école communale a ouvert ses portes.
En 1966, l’école devient l’École Moyenne de l’État et en 1979, le lycée d’État de la Communauté française.
En 1998, l’Athénée royal Lucienne-Tellier d’Anvaing fusionne avec le lycée Amougies-Flobecq et l’absorbe.
En 2005, faute d’élèves, le lycée d’Amougies ferme ses portes.

## Économie

### Aérodrome
Situé au Pays des Collines, l’aérodrome organise des événements, propose des vols en deltaplanes motorisés et en ULM et diverses activités au sol (VTT, terrain de pétanque…).

### Centre de remise en forme
Situé dans le parc naturel des Collines, ce centre possède des chambres d'hôtes, ainsi qu'une piscine intérieure.

### Zone industrielle du Grand Pré
Formée de plusieurs entreprises dans différents secteurs (jardinage, impression sur textiles, etc.), elle est située dans le centre du village, le long de la route d'Amougies vers Anseroeul.

### Magasin de meubles
Également situé dans le noyau du village, le magasin de meubles occupe une position centrale dans l'économie locale.

### Tourisme
L’Enclus du Haut, centre touristique du Mont de l’Enclus, est situé à la limite d’Amougies et d’Orroir. Il est composé d’une rue principale qui est bordée d’un grand parking, ainsi que de nombreux cafés et restaurants.La maison des randonneurs y est située. À partir de l’Enclus du Haut, on peut rejoindre le bois, la tour ainsi que la piscine par des sentiers réservés aux piétons et aux cyclistes.

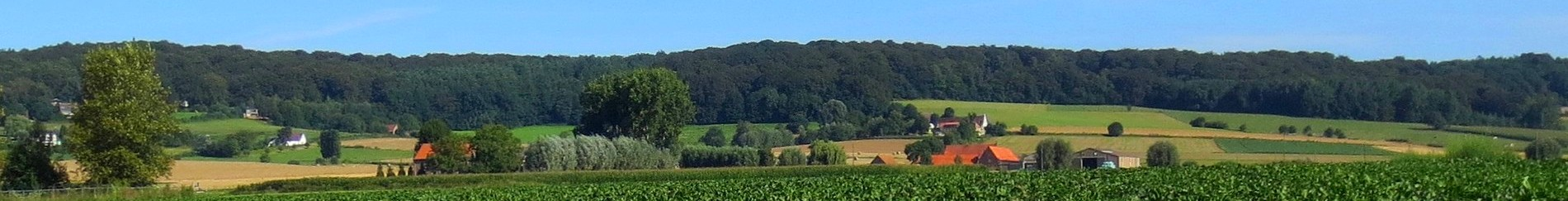
Vue panoramique de l'ancien village d'Amougies.

## Sports et vie associative

### Sport

#### Équitation
En 2010, Michèle George, une cavalière habitant à Amougies, a gagné une médaille d’argent en free style à Lexington pour les Mondiaux. En 2012, elle a remporté deux médailles d’or aux jeux paralympiques de Londres avec son cheval Rainman, l’une en dressage et l’autre en free style. Cette cavalière a repris il y a 7-8 ans le Haras du Mont de l’Enclus qui est actuellement un manège privé mais, au cours des années 1970, des cours s’y donnaient.

#### Football
Le FC Mont de l’Enclus est un club de foot situé à Amougies dont les couleurs sont le vert et le blanc. Dans la rue Adolphe Delacroix, le bourgmestre et les échevins ont inauguré le stade de foot le 15 août 2007.

#### Tennis
3 terrains de tennis sont à la disposition du public.

#### Skatepark
Le skatepark est situé à côté des terrains de sports. (Rue Adolphe Delacroix 24-28, 7750 Mont-de-l'Enclus.)